# St. Louis (Missouri)
St. Louis ou Saint Louis (por vezes conhecida na forma traduzida São Luís) é uma cidade independente, localizada no estado americano do Missouri, na fronteira com o estado do Illinois. Localiza-se na confluência do rio Mississippi e do rio Missouri, sendo uma das principais cidades do Meio-Oeste americano.
No Censo de 2010, a população de St. Louis era de 319 294 habitantes, o que a torna a 56ª cidade mais populosa do país e a 2ª maior do estado do Missouri. A área metropolitana de St. Louis, conhecida como Grande St. Louis, engloba a cidade propriamente dita e a região do entorno e está entre as 20 maiores regiões metropolitanas do país, com população de 2 900 605 habitantes.
St. Louis foi fundada pelos franceses Pierre Laclède e Auguste Chouteau em 1763 e batizada em homenagem a Luís IX de França. Após a Compra da Luisiana, estabeleceu um importante porto fluvial no rio Mississippi. No século XIX, St. Louis tornou-se a 4ª maior cidade dos Estados Unidos e tornou-se uma cidade independente. Em 1904, a cidade sediou a Exposição Universal e os Jogos Olímpicos de Verão.
A economia de St. Louis está focada principalmente em serviços, fábricas, comércio, transporte de mercadorias e turismo. A cidade abriga grande número de empresas, como Express Scripts, Monsanto, Peabody Energy e Ameren. É também sede de dois clubes esportivos profissionais: o St. Louis Cardinals e o St. Louis Blues (o St. Louis Rams foi o time de futebol americano da cidade de 1995 a 2015). A cidade é comumente identificada pelo Gateway Arch, um arco monumental em homenagem à Expansão para o Oeste.
Além disso, possui um dos melhores jardins zoológicos do país, tendo sido premiado por diversas vezes. Este zoológico é privado e mantido por doadores. O zoológico esta situado no parque chamado Forest Park, o segundo maior parque urbano dos Estados Unidos.

## História

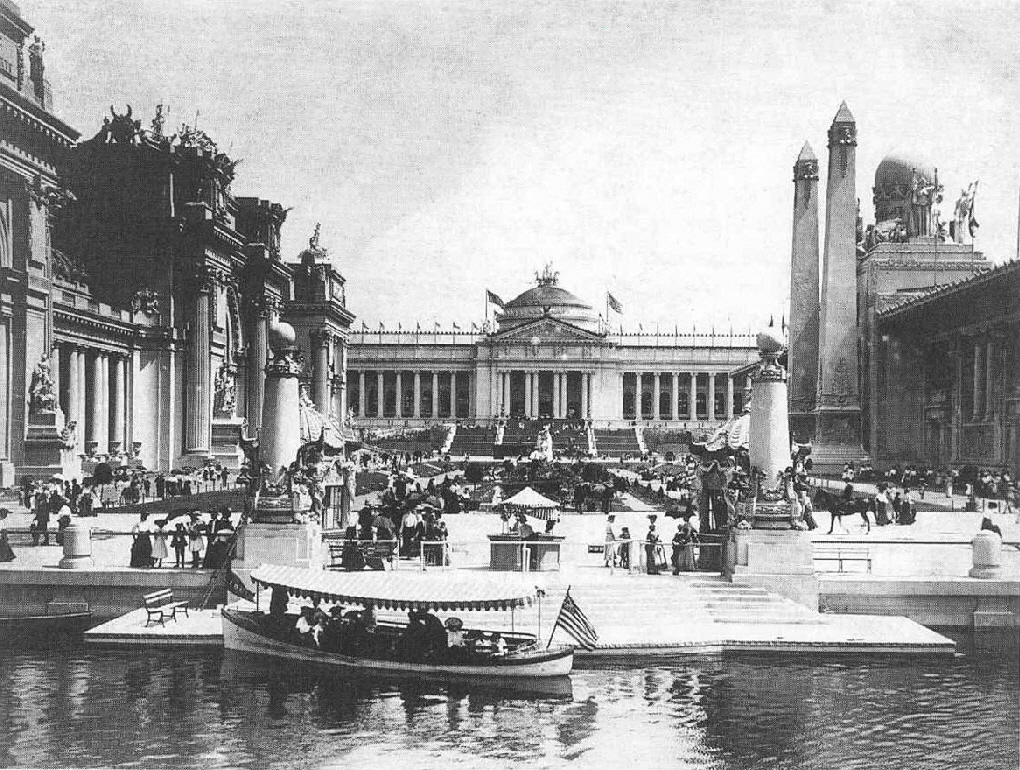
St. Louis em 1904.

Pierre Laclede e o seu afilhado August Chouteau fundaram St. Louis como entreposto comercial em 1763. A cidade propriamente dita foi estabelecida em 15 de fevereiro de 1764. Depois da guerra entre franceses e ameríndios, St. Louis passou para mãos  espanholas. Mais tarde, juntamente com o resto do território da Luisiana, foi devolvida a França durante as guerras napoleónicas. A cidade foi adquirida à França pelos Estados Unidos na presidência de Thomas Jefferson, em 1803, como parte da compra da Luisiana. St. Louis mais tarde converteu-se em ponto de partida de exploradores do Oeste americano (como a expedição de Meriwether Lewis e William Clark), garimpeiros (como os chamados  "cem de Ashley" (Ashley's Hundred), e colonizadores que emigraram para oeste.
Em 1904 albergou (de 30 de abril a 1 de dezembro) a Exposição Universal de St. Louis, que foi um enorme êxito na altura. No mesmo ano recebeu os Jogos da III Olimpíada.

## Geografia

### Topografia
De acordo com o United States Census Bureau, a cidade tem uma área de 171 km², onde 160 km² estão cobertos por terra e 11 km² por água. A cidade se eleva a aproximadamente 200 pés acima do nível do mar. Grande parte do solo é fértil e com vegetação de pradarias banhadas pelo leito dos rios Mississipi e Missouri.
O rio Missouri corre ao norte da cidade, o rio Meramec corre na parte sul e o grande Mississipi atravessa o leste de Saint Louis.

### Clima
Saint Louis localiza-se no limite entre o clima úmido continental e o Clima subtropical úmido, segundo a Classificação climática de Köppen-Geiger. A região não possui montanhas e nem apresenta massas de água e as variações climáticas do Golfo do México atingem diretamente a cidade.
A temperatura média entre 1970 e 2000 foi de 13,5 °C. Temperaturas de 38 °C ou mais podem ocorrer, no máximo, cinco dias por ano e temperaturas de -17,8 °C ocorrem 2 ou 3 dias por ano em média.
O Inverno (de Dezembro a Fevereiro) é muito seco com precipitação de 170 mm no total. A Primavera (de Março a Maio) normalmente é a época mais úmida, com cerca de 290 mm de precipitação. Secas duradouras são comuns durante os períodos de safra.

## A Cidade

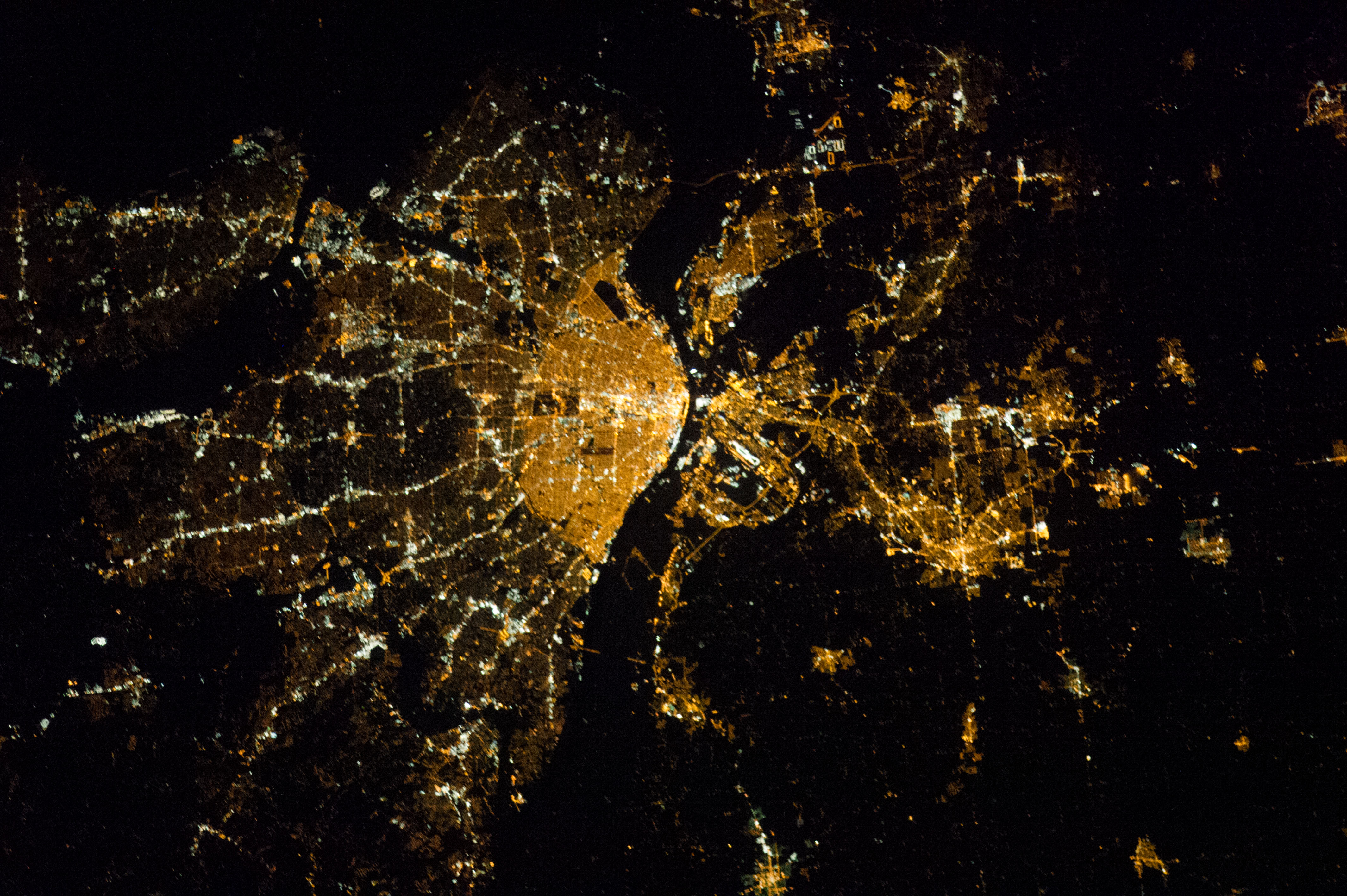
St. Louis à noite vista da Estação Espacial Internacional

### Áreas
A cidade está dividida em 79 bairros censo-designados. As divisões não têm qualquer estatuto legal, embora algumas associações dos bairros detenham status de distrito histórico. No entanto, a cultura dos bairros é muito complexa. Alguns possuem avenidas largas e grandes centro históricos.

### Parques e jardins
A cidade possui 105 parques que servem como centros culturais e pontos turísticos e que contém parques infantis, zonas para o Verão concertos, piqueniques, beisebol, jogos de ténis tribunais, e lagos. O Forest Park, localizado na borda ocidental do corredor central da Cidade de St. Louis, é um dos maiores parques urbanos do mundo, superior ao Central Park na cidade de Nova Iorque por 500 hectares (2 km²).
O Jardim Botânico de Missouri, também conhecido como Shaw's Garden, é um dos líderes mundiais de investigação botânica centros. Possui uma coleção de plantas, arbustos e árvores e inclui o Jardim Japonês com lagos artificiais.

### Crime
A cidade de St. Louis teve a maior taxa de homicídios de 2014, foram 50 assassinatos para cada 100 000 habitantes, sendo considerada a cidade mais violenta dos Estados Unidos. A cidade de Detroit no estado do Michigan aparece em segundo lugar com uma taxa de 44 por 100 000 habitantes.

## Demografia
Segundo o censo nacional de 2010, a sua população é de 319 294 habitantes e sua densidade populacional é de 1 868,1 hab/km². É a segunda cidade mais populosa do Missouri. Possui 176 002 residências, que resulta em uma densidade de 1 097,6 residências/km².

## Esportes

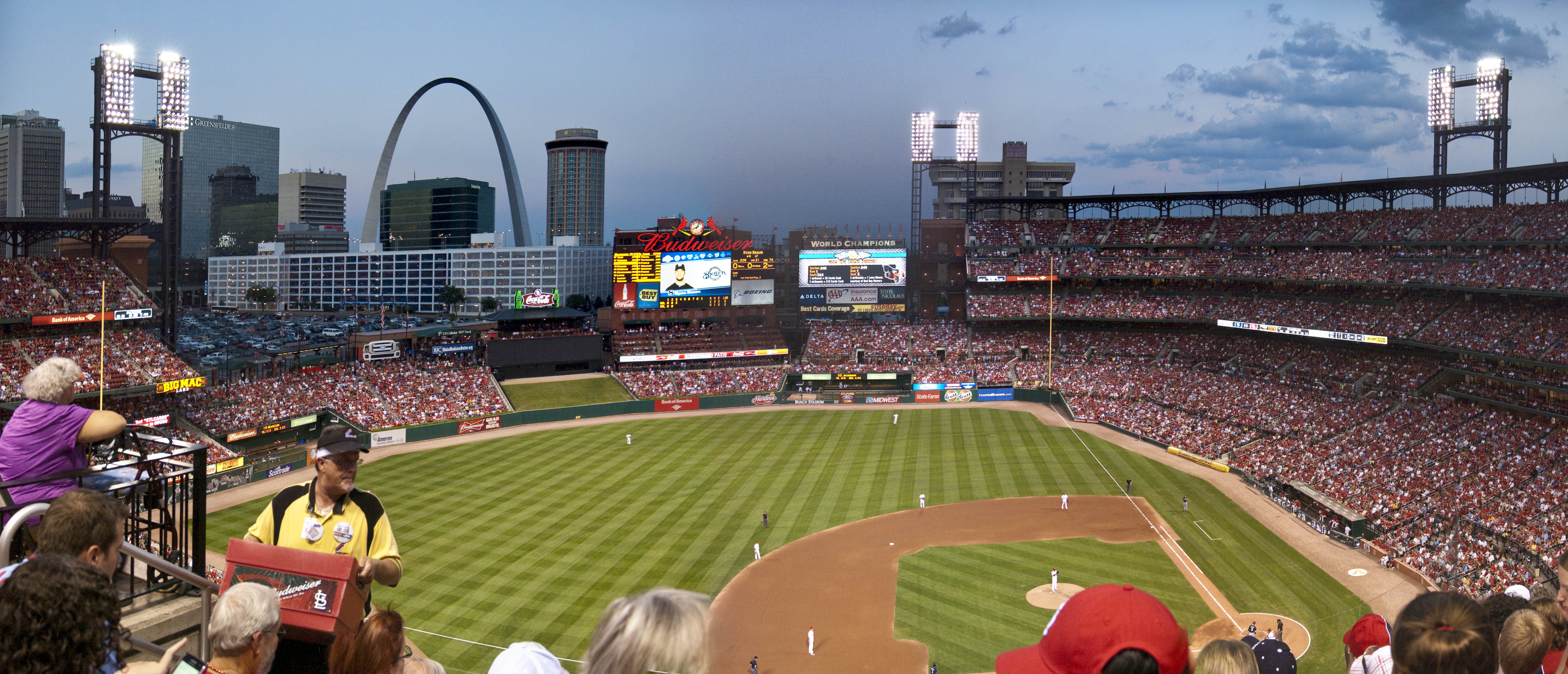
Busch Stadium, casa do St. Louis Cardinals.

A cidade é sede do time de beisebol St. Louis Cardinals, do time de hóquei no gelo St. Louis Blues, e do time de futebol St. Louis City Soccer Club. Foi sede do time de futebol americano que também se chamava St. Louis Cardinals entre 1960 e 1987 e do St. Louis Rams entre 1995 e 2005.

## Marcos históricos
O Registro Nacional de Lugares Históricos lista 443 marcos históricos em St. Louis. Os primeiros marcos foram designados em 15 de outubro de 1966 e o mais recente em 25 de fevereiro 2021. Existem 16 Marco Histórico Nacional na cidade, que inclui o Gateway Arch, designado em 28 de maio de 1987.

## Cidades Irmãs
St. Louis tem várias parceiras geminadas, como consta no Sister Cities International:

Educação
Atualmente, algumas escolas de St.Louis mantém intercâmbio com O Instituo Nossa Senhora da Piedade, em Ilhéus, Bahia.

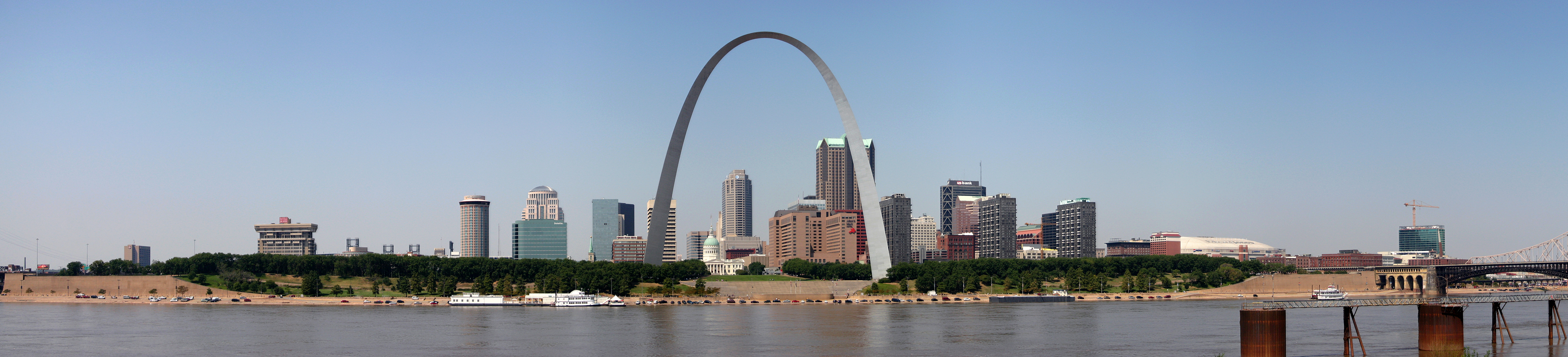
Panorama de Saint Louis, em destaque o Gateway Arch.

| - México - San Luis Potosí - Brasil - São Luís - Itália - Bolonha - Irlanda - Galway - Indonésia - Bogor - Guiana - Georgetown - França - Lyon - China - Nanjing | - Senegal - Saint Louis - Rússia - Samara - Bósnia e Herzegovina - Brcko - Alemanha - Stuttgart - Japão - Suwa - Polónia - Szczecin - Israel - Yokneam Illit |

Atualmente, algumas escolas de St.Louis mantém intercâmbio com O Instituo Nossa Senhora da Piedade, em Ilhéus, Bahia.